# 深沢村 (神奈川県)
深沢村（ふかさわむら）は、神奈川県の中央南部、鎌倉郡に属していた村。

## 地理
- 河川:柏尾川

### 施設
- 横須賀水道 - 現在の横須賀市上下水道局半原系統

## 歴史
- 1889年（明治22年）4月1日 - 町村制施行により、梶原村、手広村、笛田村、寺分村、上町屋村、山崎村および常盤村が合併し深沢村が成立する。
- 1945年（昭和20年）1月9日 - 3機のB-29爆撃機が飛来して村内に被害を与えたと伝えられているが、明確な位置は定かではない（鎌倉空襲）[1]。

- 1948年（昭和23年）1月1日 - 鎌倉市に編入される。
現在の鎌倉市深沢地域が該当する。

## 交通

### 道路
- 神奈川県道藤沢鎌倉線 - 現在の神奈川県道32号藤沢鎌倉線
- 神奈川県道片瀬大船線 - 現在の神奈川県道304号腰越大船線